# 安德里亚斯·格尔利茨
安德里亚斯·格尔利茨（德語：Andreas Görlitz，1982年1月31日—）是一名德国足球运动员，司职后卫，目前效力於德乙球会因戈爾施塔特。

## 职业生涯
格尔利茨首次参加职业联赛是在代表慕尼黑1860于2002年2月10日以1比2负于纽伦堡的德甲联赛中。随后慕尼黑1860降级，格尔利茨遂于2003/04赛季转会至同城对手拜仁慕尼黑。但在当年11月拜仁对阵尤文图斯的欧洲冠军联赛中格尔利茨的十字韧带撕裂，这次受伤使他远离赛场达三年之久，直至2007年初才宣告复出。2007年1月，格尔利茨作为后卫在迪拜杯友谊赛中攻入其伤愈后的首粒入球。2007年2月，格尔利茨在拜仁对阵比勒费尔德的比赛中替补出场，时隔830天再次重返德甲赛场。
2007/08赛季格尔利茨被租借自当时的联赛升班马卡尔斯鲁厄。租借期满后，应卡尔斯鲁厄方面的强烈挽留，双方俱乐部又决定将租借合同延长一年。2009/10赛季，格尔利茨重返拜仁慕尼黑。
能胜任后卫及防守型中场等位置的格尔利茨曾先后入选德国各级别国家队。2004年9月8日德国在柏林对阵巴西的比赛中，他在比赛最后阶段被替换上场，完成了其成人组国家队的首秀。而在一个月后与伊朗的比赛中，格尔利茨第一次在国家队首发出场并打满90分钟。

## 其它
格尔利茨还是一个业余乐队的吉他手，该乐队名为“77号房（Room 77）”。而格尔利茨在卡尔斯鲁厄效力时就是身披77号球衣，但在返回拜仁后他却重新选择了13号球衣。